# Lupeni
Lupeni (în germană Schylwolfsbach, în trad. "Pârâul Lupului pe Jiu") este un municipiu în județul Hunedoara, Transilvania, România. Are o populație de 18.699 conform recensământului din 2021. Este al treilea oraș ca mărime al Văii Jiului, fiind situat în partea de vest a depresiunii Văii Jiului, la o altitudine de 675–725 m față de nivelul mării, la o distanță de 18 km față de Petroșani și cca 110 km de Deva.
Din anul 2003 orașul Lupeni are statut de municipiu.

## Istoric
Așezarea este atestată documentar în anul 1770, dar există mărturii ale existenței oamenilor în această zonă încă din Preistorie,  fapt dovedit de descoperirile din peștera din muntele Straja-Lupeni, unde s-au găsit obiecte vechi de ceramică.
Populația Văii Jiului nu a fost niciodată numeroasă în Evul Mediu. Localnicii se îndeletniceau cu păstoritul și trăiau în cătune risipite pe munți. Micile sate erau formate din grupuri de case așezate aproape de păduri. Astăzi, principala industrie din zonă este cea minieră.
Structura etnică a populației, conform datelor recensământului din 2002 :
- Români: 26746 (87,28%)
- Maghiari: 2974 (9,7%)
- Rromi: 650 (2,12%)
- Germani: 148 (0,48%)
- Polonezi: 67 (0,21%)
- Evrei: 7 (0,02%)
- Cehi: 5 (0,01%)
- Ucraineni: 4 (0,01%)
- Greci: 2 (0,0%)
- Italieni: 2 (0,0%)
- Lipoveni: 2 (0,0%)
- Slovaci: 1 (0,0%)
- Alte grupuri etnice: 18 (0,05%)

## Clădiri
În Lupeni există clădiri de locuit (case, blocuri), administrative (primărie), clădiri de învățământ (școli, licee, grădinițe), clădiri de sănătate (spital, dispensar), clădiri culturale (cinematograf), clădiri comerciale (magazine, piețe agroalimentare), clădiri sportive (două stadioane, o sală de sport, săli de antrenament body building (2), clădiri turistice (cabane).
Există o benzinărie, la intrarea în oraș.
O clădire administrativă este SC. UNIVERSAL EDIL S.A., primăria, muzeul expoziție a naturii, vizavi de restaurantul "Montana", stadioanele (unul la Liceul Industrial și unul pe lângă Mina Lupeni). Există o sală de sport lângă Șc. gen. Nr. 2 (aparținând acesteia) și una în curtea Liceului Teoretic, precum și o sală de antrenament lângă Primăria Mun. Lupeni.

## Așezare geografică

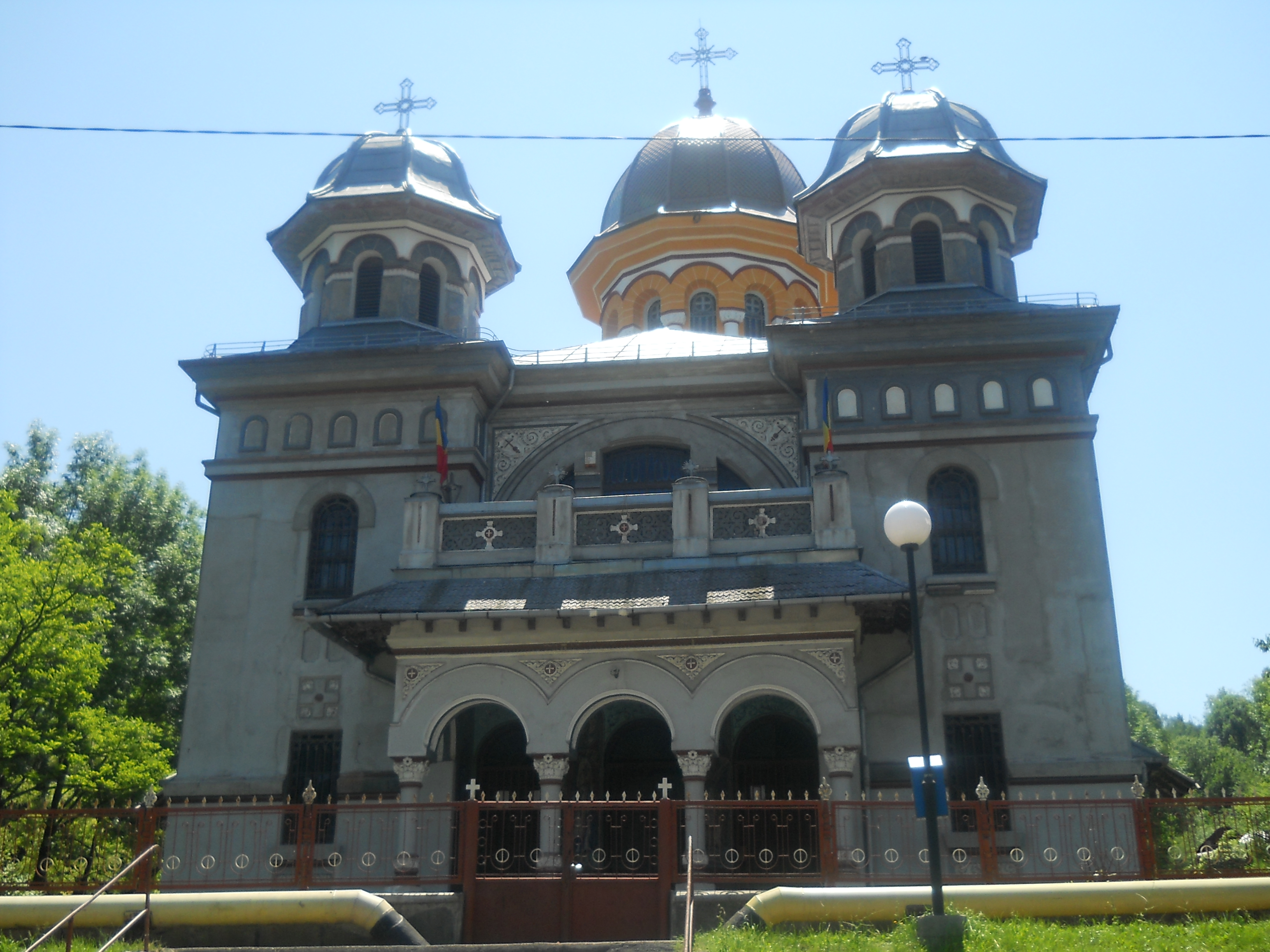
Biserica "Sf. Ierarh Nicolae"

Municipiul Lupeni este situat în județul Hunedoara, la 20 de km S-V de Petroșani. Municipiul aflat la o altitudine de ~700 m în Depresiunea Petroșani la poalele Munților Vâlcan, este străbătut de Jiul de Vest.
Așezarea a luat naștere în 1770, prin stabilirea în aceste locuri a unor locuitori veniți din satul Valea Lupului (Țara Hațeg) – așa-numiții "lupeni". Localitatea este declarată oraș în 1960. În august 1929, la Lupeni a avut loc una dintre cele mai importante greve din perioada interbelică (Greva de la Lupeni, 1929), minerii protestînd împotriva salariilor mici și a condițiilor grele de muncă, fără minime măsuri de protecția muncii; autoritățile vremii au ordonat reprimarea prin forță a muncitorilor. Cca. 25 muncitori au fost omorîți și peste 200 răniți. În timpul comunismului aici a avut loc una din cele mai importante mișcări de protest împotriva regimului (Greva minerilor din Valea Jiului din 1977). La 2 august 1977 minerii au protestat împotriva abuzurilor economice și politice pe care le-au îndurat de a lungul anilor. Revolta a fost terminată de autoritățile comuniste rapid și brutal - mulți dintre participanți fiind închiși și persecutați.
Lupeniul este punctul de plecare pentru orice turist care vrea să ajungă pe vârful Straja sau pe pârtiile de schi din Straja - existând și mijloace de transport pe cablu în acest sens.
Cum ajungeți în Lupeni:
- cu autoturismul - Pe DN 66A, ramificație din drumul național 66 (E79) Petroșani - Târgu Jiu
- cu trenul - Prin una din stațiile de cale ferată aflate pe Valea Jiului, iar de acolo cu mijloace auto
- cu avionul - Prin aeroportul Timișoara sau Cluj Napoca, iar de acolo cu mijloace feroviare sau rutiere.

## Turism
Lupeniul se află la 9 km distanță de stațiunea Straja. Straja este o stațiune în plină dezvoltare și tot mai cunoscută în țară datorită pârtiilor și tarifelor mai mici decât pe Valea Prahovei.

## Demografie
Componența etnică a municipiului Lupeni
     Români (79,62%)
     Maghiari (4,33%)
     Romi (1,83%)
     Alte etnii (0,36%)
     Necunoscută (13,87%)
Componența confesională a municipiului Lupeni
     Ortodocși (70,32%)
     Romano-catolici (4,97%)
     Reformați (2,83%)
     Penticostali (2,69%)
     Baptiști (1,04%)
     Alte religii (3,39%)
     Necunoscută (14,76%)
Conform recensământului efectuat în 2021, populația municipiului Lupeni se ridică la 18.699 de locuitori, în scădere față de recensământul anterior din 2011, când fuseseră înregistrați 23.390 de locuitori. Majoritatea locuitorilor sunt români (79,62%), cu minorități de maghiari (4,33%) și romi (1,83%), iar pentru 13,87% nu se cunoaște apartenența etnică. Din punct de vedere confesional, majoritatea locuitorilor sunt ortodocși (70,32%), cu minorități de romano-catolici (4,97%), reformați (2,83%), penticostali (2,69%) și baptiști (1,04%), iar pentru 14,76% nu se cunoaște apartenența confesională.
|  | Graficele sunt indisponibile din cauza unor probleme tehnice. Mai multe informații se găsesc la Phabricator și la wiki-ul MediaWiki. |

Date: Recensăminte sau birourile de statistică - grafică realizată de Wikipedia

## Politică și administrație
Municipiul Lupeni este administrat de un primar și un consiliu local compus din 19 consilieri. Primarul, Lucian Resmeriță[*], de la Partidul Social Democrat, este în funcție din iunie 2017. Începând cu alegerile locale din 2024, consiliul local are următoarea componență pe partide politice:
|  | Partid                          | Consilieri | Componența Consiliului | Componența Consiliului | Componența Consiliului | Componența Consiliului | Componența Consiliului | Componența Consiliului | Componența Consiliului | Componența Consiliului | Componența Consiliului | Componența Consiliului | Componența Consiliului | Componența Consiliului | Componența Consiliului | Componența Consiliului |
|  | ------------------------------- | ---------- | ---------------------- | ---------------------- | ---------------------- | ---------------------- | ---------------------- | ---------------------- | ---------------------- | ---------------------- | ---------------------- | ---------------------- | ---------------------- | ---------------------- | ---------------------- | ---------------------- |
|  | Partidul Social Democrat        | 14         |                        |                        |                        |                        |                        |                        |                        |                        |                        |                        |                        |                        |                        |                        |
|  | Alianța pentru Unirea Românilor | 2          |                        |                        |                        |                        |                        |                        |                        |                        |                        |                        |                        |                        |                        |                        |
|  | Partidul Național Liberal       | 2          |                        |                        |                        |                        |                        |                        |                        |                        |                        |                        |                        |                        |                        |                        |
|  | Napău-Stoica Radu-Călin         | 1          |                        |                        |                        |                        |                        |                        |                        |                        |                        |                        |                        |                        |                        |                        |

## Personalități născute aici
- Vasile Patilineț (1923 - 1986), politician comunist;
- János Fazekas (1926 - 2004), politician comunist;
- Carol Creiniceanu (1939 - 2012), fotbalist;
- Daniel Pișcu (n. 1954), poet;
- Bela Andrasi (n. 1961), compozitor, chitarist;
- Lucian Burchel (n. 1964), fotbalist;
- Ioan Botiș (n. 1967), politician, fost ministru al Muncii;
- Ben-Oni Ardelean (n. 1975), politician;
- Oliviu Crâznic (n. 1978), scriitor;
- Cornel-Cristian Resmeriță (n. 1980), politician;
- George Alexandru Palamariu (n. 1991), canotor
- Dalia Andreea Dobre (cunoscută ca Dreea, n. 2003), cântăreață, actriță.
- Tatiana Stepa (1963 - 2009), cântăreață de muzică folk.
- Cătălin Stepa (n. 1981), artist muzical
- Florin-Paul Camen (n. 1969), cântăreț de muzică folk.
- Rudolf Deda (n. 1952), cântăreț de muzică blues
- Aurel Dreghici (n. 1976), chitarist;
- Cristian Diniș Vârtic (n. 1983), rugbist.